# Peter Brusewitz
Peter Ivar Hugo Brusewitz, född 31 januari 1940, död 4 juni 2019, var en svensk jurist som var lagman i Värnamo tingsrätt från 1998 till 2005.
Brusewitz utnämndes till rådman i Växjö tingsrätt 8 december 1983.. Han utnämndes till lagman i Värnamo tingsrätt 25 juni 1998.